# Bailey Kipper's P.O.V
Bailey Kipper's P.O.V er en amerikansk tv-serie sendt på Jetix. I hovedrollen som Bailey Kipper, ses Michael Galeota.

## Handling
Serien handler om Baileys hverdag og om de konflikter, han har med hans familie – set fra hans synspunkt. Bailey har et loftværelse og har videokameraer placeret overalt i familien Kippers hus. Afsnittene er bygget op som en dagbog, hvor Bailey Kipper fortæller om hans konflikter med hans familie og viser klip fra hans videokameraer om konflikten.

## Skuespillere
- Michael Galeota – Bailey Kipper
- John Achorn – Don 'Kip' Kipper (Dad)
- Meg Wittner – Vickie Kipper (Mom)
- Andi Eystad – Robin Kipper
- Joey Zimmerman – Eric Kipper